# Johann von Zimmermann

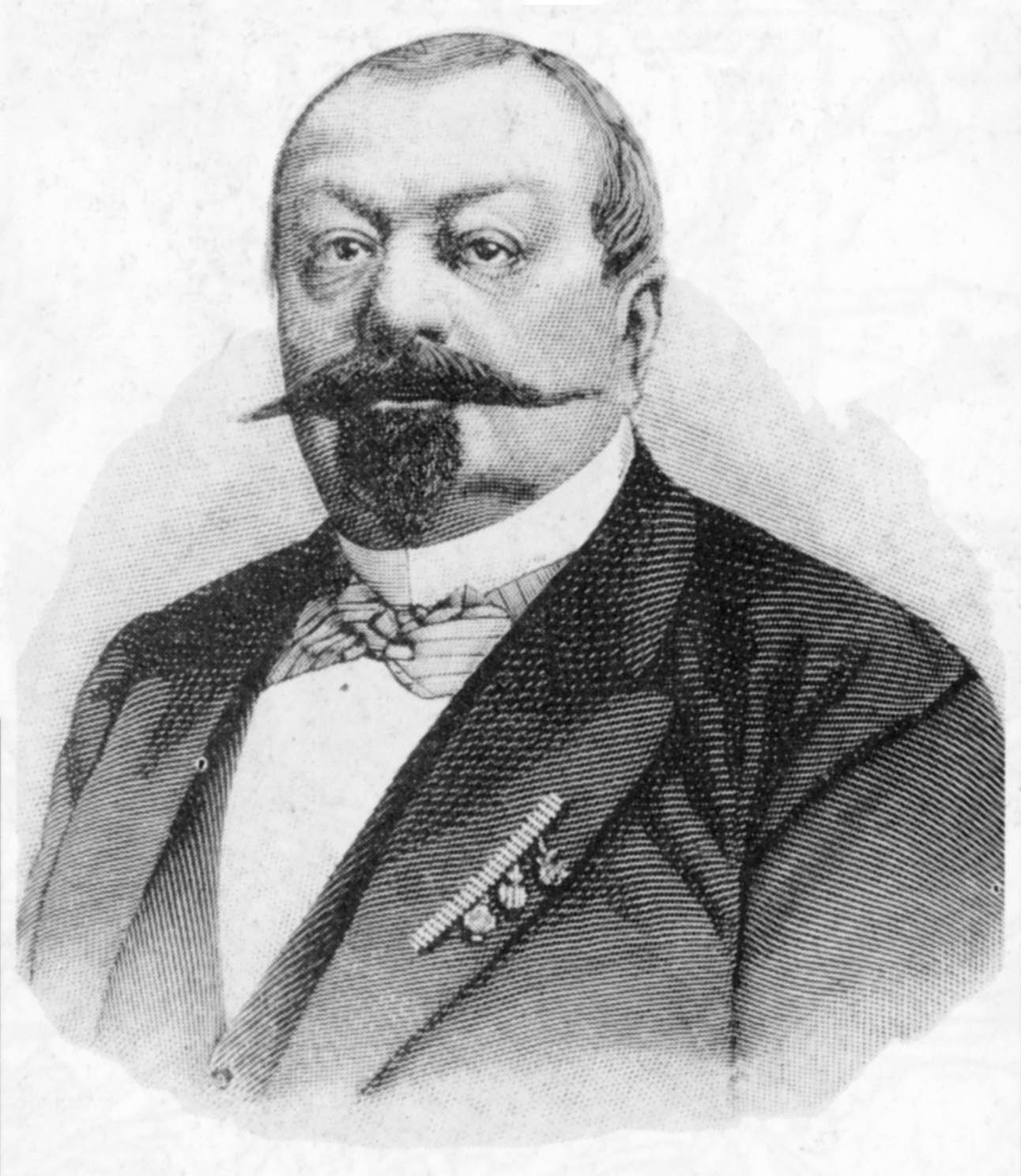
Johann von Zimmermann

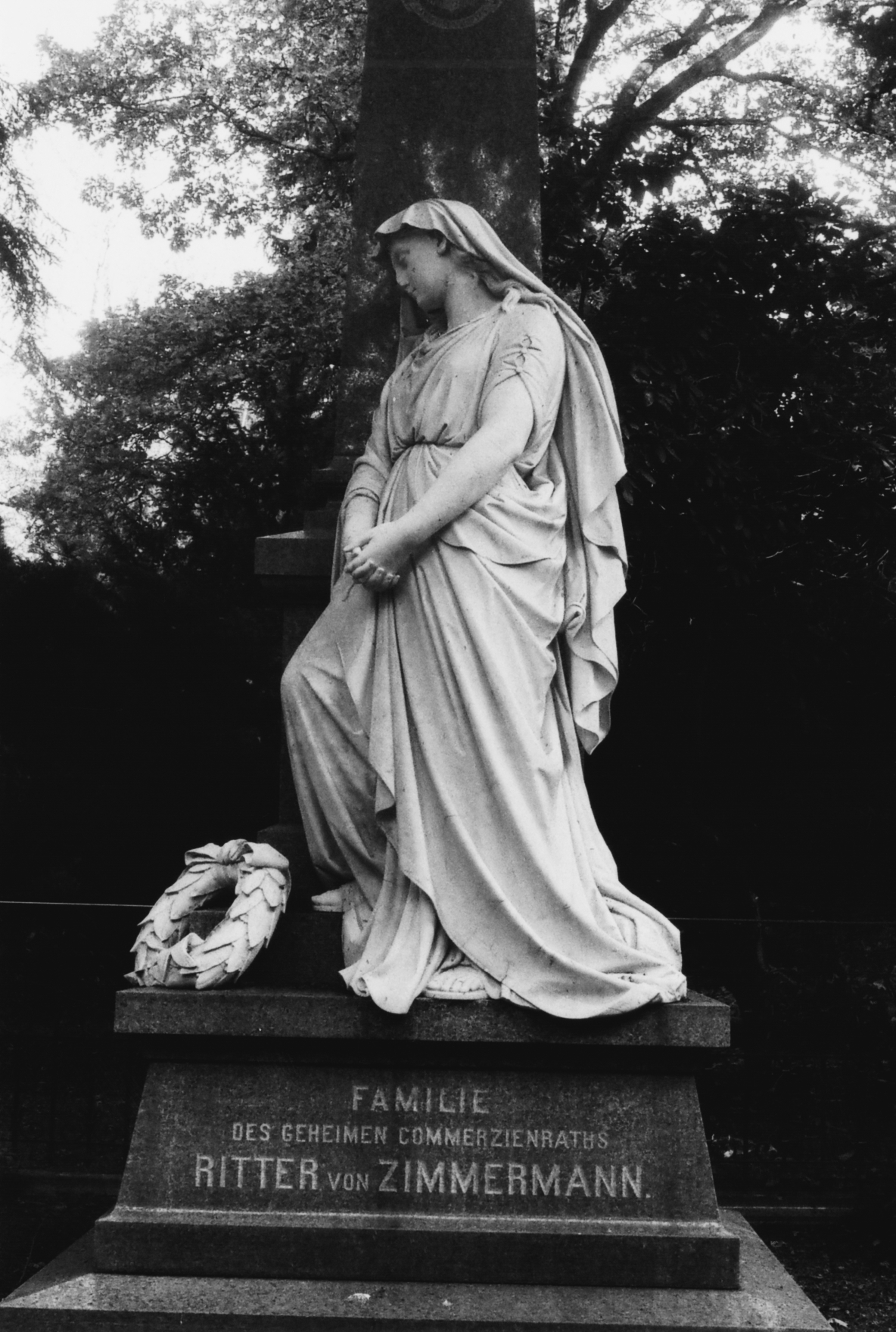
Familiengrab Zimmermanns auf dem Städtischen Friedhof Chemnitz

Johann Zimmermann, ab 1877 Johann Ritter von Zimmermann, (* 27. März 1820 in Pápa, Ungarn; † 2. Juli 1901 in Berlin) war ein deutscher Schlosser, Werkführer, Erfinder und Unternehmer. Er gilt als der Begründer des Werkzeugmaschinenbaus in Deutschland.

## Leben

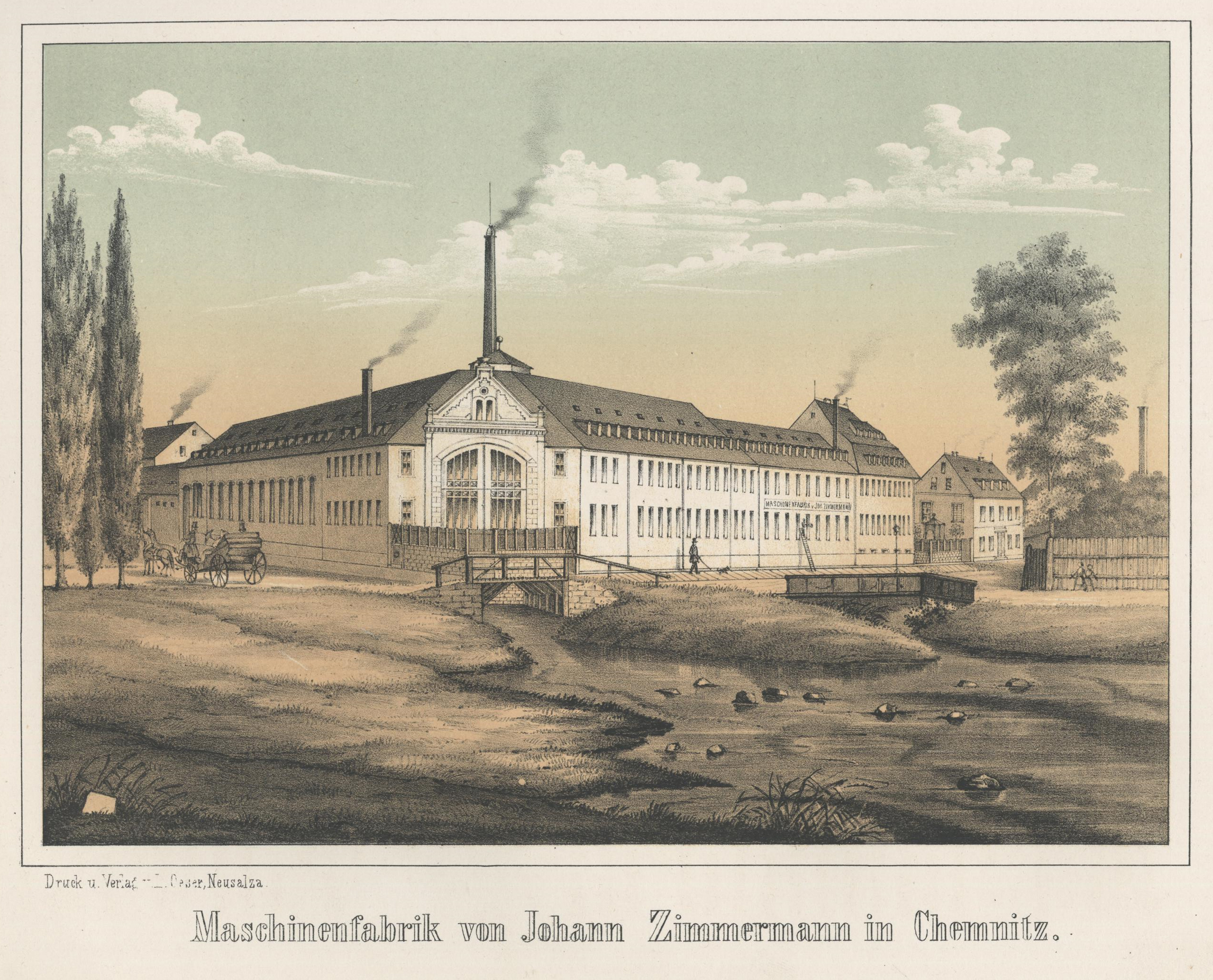
Maschinenfabrik von Johann Zimmermann in Chemnitz 1856

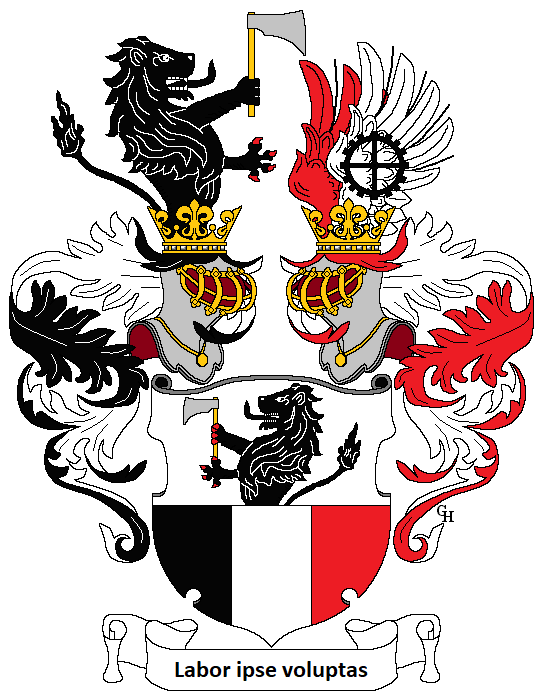
Wappen Zimmermanns anlässlich seiner Erhebung in den Ritterstand 1877

Johann Zimmermann kam 1839 nach Chemnitz und gründete dort die erste Chemnitzer Werkzeugmaschinenfabrik. Seine 1848 dort errichtete Anlage war die erste Fabrik Deutschlands und Kontinentaleuropas zum Bau von Werkzeugmaschinen. Damit wurde Chemnitz zur Wiege des deutschen Werkzeugmaschinenbaus und bis zum Ende des Zweiten Weltkriegs einer der wichtigsten Maschinenbau-Standorte in Deutschland.
Zimmermann wurde später Ritter der Ehrenlegion und Ehrenmitglied der Académie Nationale. Weiterhin trug er den Ehrentitel eines königlich sächsischen Kommerzienrats (später Geheimer Kommerzienrat). Chemnitz und seine Heimatstadt Pápa ehrten ihn mit der Verleihung der Ehrenbürgerwürde. Zimmermann wurde außerdem unter Verleihung des österreichischen Ordens der Eisernen Krone 3. Klasse am 25. Januar 1877 in Wien in den österreichischen Ritterstand erhoben. Er war mit Ida Auguste Gelbrich verheiratet. Die ersten beiden Söhne starben bereits im ersten Lebensjahr und bei der Geburt. Die sächsische Anerkennung des Adels erhielten am 23. Mai 1878 in Dresden ihr dritter Sohn Maximilian (* 1853), Direktor der Zimmermann’schen Werkzeugmaschinenfabrik in Chemnitz, und Johannes (* 1855) Ritter von Zimmermann, später Bankier und königlich sächsischer Oberleutnant der Landwehr. Fünftes und sechstes Kind waren die Töchter Antonie (* 1857) und Jenny (* 1865). Jenny heiratete 1882 Arnold von Amelunxen.

## Villa Zimmermann

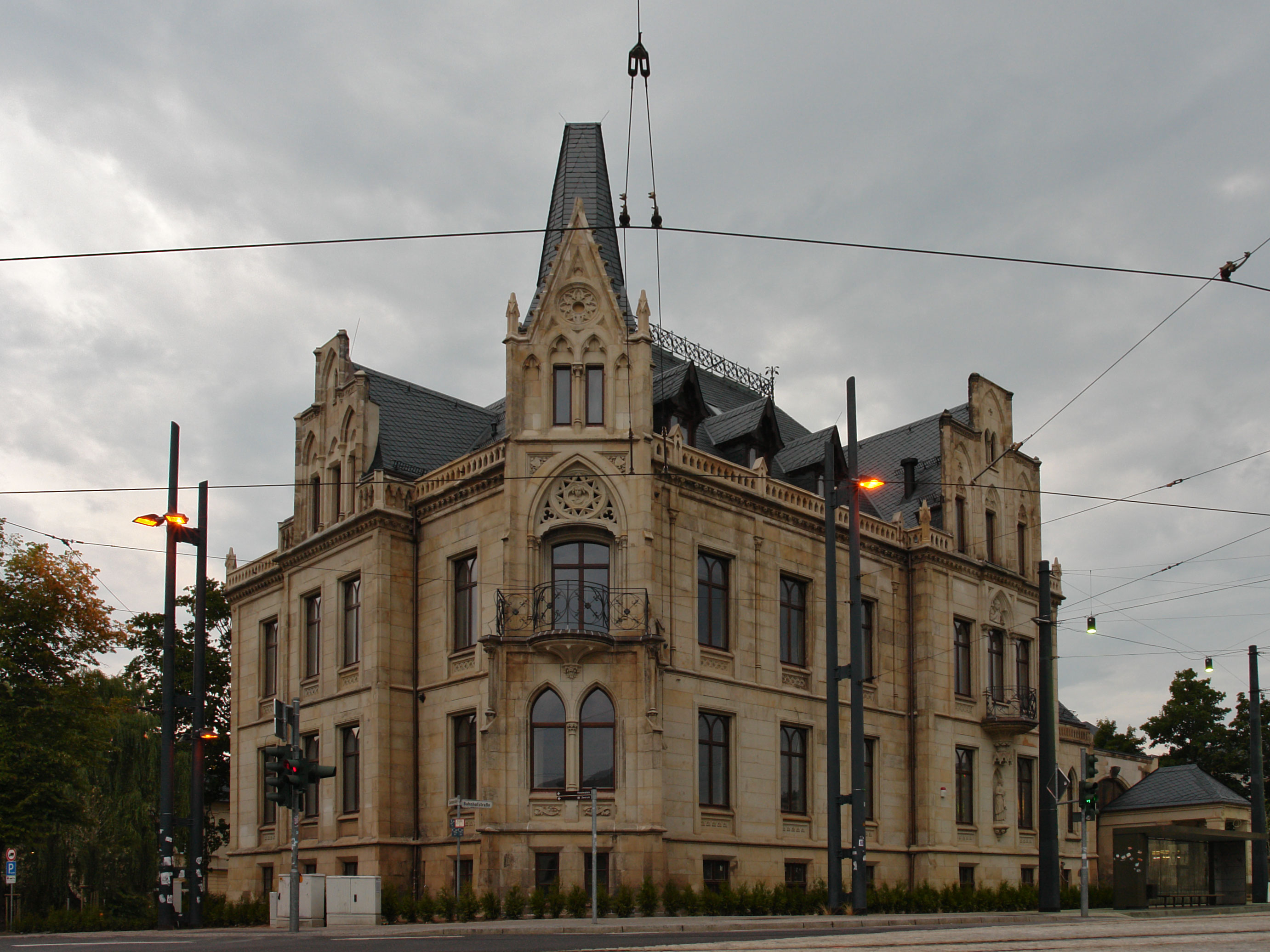
Villa Zimmermann (2008)

Die Villa Zimmermann ließ er 1865 bis 1867 vom hannoverschen Architekten Otto Goetze in Chemnitz als Wohnsitz errichten (Carolastraße 9; gegenüber dem Hauptbahnhof) und lebte in ihr bis 1884. Die Villa selbst zählt zu den wertvollsten Baudenkmälern der neugotischen Wohnhausarchitektur des 19. Jahrhunderts in Sachsen.
Seit dem Verkauf an Julius Wolf diente das Gebäude ab 1884 als Hotel und bekam Jahre später mit dem eigentlichen Hotel Carola noch ein Nachbargebäude. Beide Gebäude überstanden die Bombenangriffe im Zweiten Weltkrieg unbeschadet und dienten nach dem Krieg als Sitz der sowjetischen Militärverwaltung.
Ab den 1950er Jahren bis zur Wende diente es dann der HO wieder als Hotel. 1990 schloss das Hotel und verkam anschließend zusehends. Trotz vieler Mahnungen an die wechselnden Eigentümer verfielen beide Häuser, und es setzte sich der Hausschwamm an. Während die Villa durch Fördermittel des Freistaats notgesichert werden konnte, wurde das historische Carola-Hotel 2007 wegen eines fehlenden Nutzungskonzepts, eines überhöhten Ankaufpreises und als Zugeständnis an den neuen Eigentümer der Villa, der nur die Villa selbst sanieren wollte, trotz Protests vieler Chemnitzer Bürger abgerissen. Nach anderthalbjähriger Sanierung konnte die Villa Zimmermann am 4. Dezember 2008 als gastronomische Einrichtung (Kartoffelhaus, Tanzclub 1866 und eine Lounge) eröffnen, musste jedoch Ende Mai 2009 wegen Insolvenz wieder schließen. Seit 2021 Neunutzung der Villa und Neubau auf dem Grundstück des ehemaligen Hotels Carola.